# Helmut Kickton

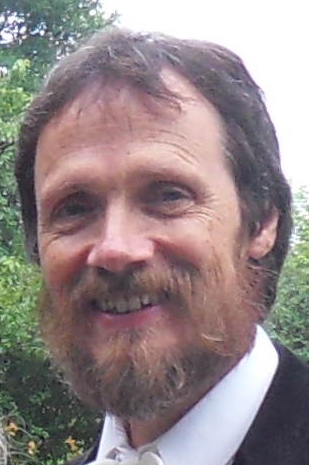
Helmut Kickton

Helmut Kickton (* 28. Juni 1956 in Köln) ist ein deutscher Kirchenmusiker.

## Leben

### Familie
Helmut Kickton wurde in Köln als Sohn einer Juristen- und Verlegerfamilie geboren. Er ist Urenkel von Hermann Julius Rudolf Kickton sowie Enkel von Hermann Kickton und Ewald Schawe. Er ist verwandt mit dem Kirchenbaumeister Arthur Kickton, der Komponistin Erika Kickton, dem Chemiker Louis Arthur Kickton und dem Autor Thomas Le Blanc. Kirchenmusikalisch tätige Vorfahren waren der Königsberger Kantor Georg Riedel und der Lieddichter Jakob Ebert. Er ist mit der Kirchenmusikerin Doris Kickton verheiratet, mit der er zwei Kinder hat.

### Ausbildung
Nach erstem Orgelunterricht bei Klaus Germann besuchte er die Rheinische Musikschule in Köln, seine Lehrer waren dort Elisabeth Wangelin-Buschmann und Gerhard Bork. Nach dem Abitur begann während des Zivildiensts eine vierjährige autodidaktische Phase, während der er sich schwerpunktmäßig mit sinfonischer Orgelmusik aus Frankreich beschäftigte. Gegen Ende dieser Zeit konzertierte er mehrfach, wobei ihm der Rezensent Gerd-Heinz Stevens eine „unglaubliche Virtuosität“ attestierte. Ab 1980 studierte er Evangelische Kirchenmusik an der Robert Schumann Hochschule in Düsseldorf bei Hans-Dieter Möller, Hartmut Schmidt und Alberte Brun. Er legte das A-Examen 1986 mit Auszeichnungen im Fach Orgelimprovisation und für die wissenschaftliche Hausarbeit im Fach Musikgeschichte ab. Im folgenden Jahrzehnt erwarb er autodidaktisch grundlegende Kenntnisse im Spiel von über 40 Streich- und Blasinstrumenten, darunter Violine, Bratsche, Violoncello, Kontrabass, Flöte, Oboe, Klarinette, Altsaxophon, Trompete, Posaune, Euphonium sowie im Falsettgesang.

### Berufstätigkeit

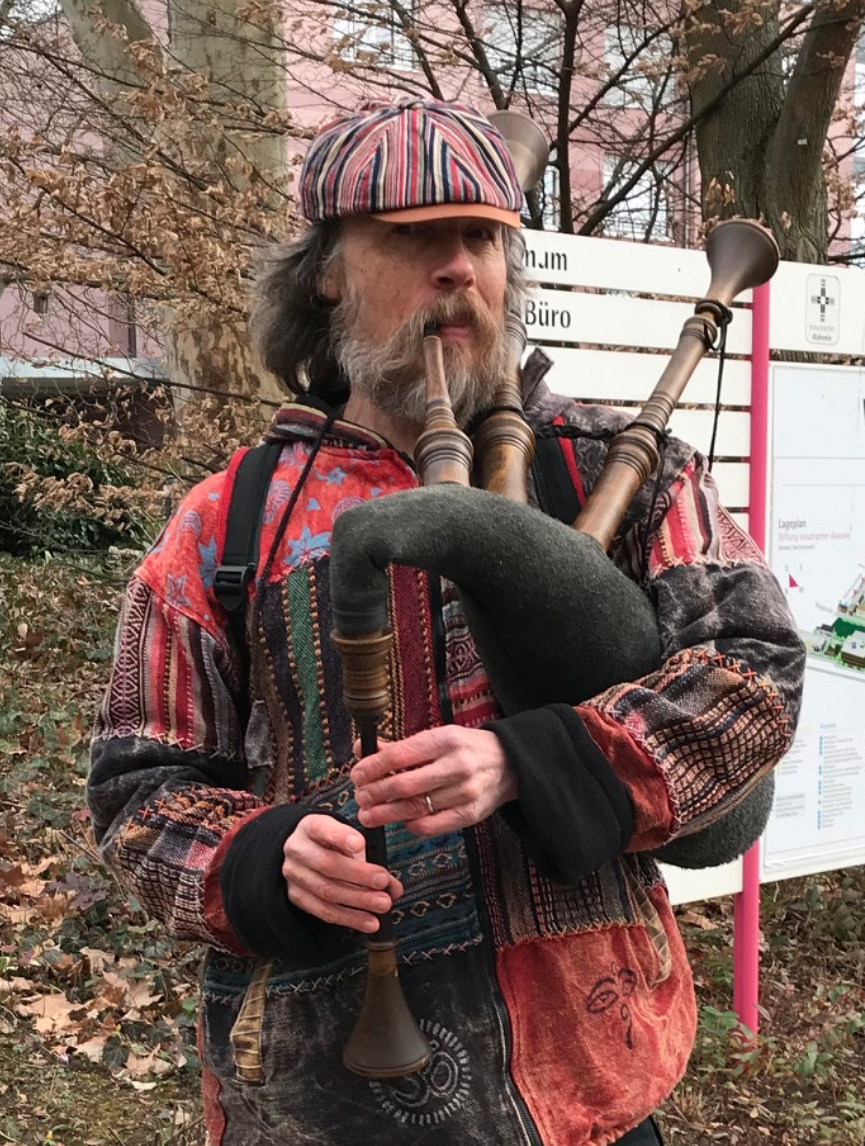
Freiluftkonzert auf dem Gelände der Stiftung

Kickton begann 1973 seine Tätigkeit als Organist im Krankenhaus Köln-Merheim. Nach einer kürzeren Anstellung als nebenamtlicher Organist und Chorleiter in Mülheim (Köln) wirkte er von 1976 bis 1983 an der Jesus-Christus-Kirche und im Evangelischen Krankenhaus in Köln-Kalk. Es folgten drei Berufsjahre in Düsseldorf-Gerresheim. Seit 1987 ist er Kantor der Stiftung kreuznacher diakonie und entwickelte dort die Kreuznacher-Diakonie-Kantorei zu einer Integrativen Kantorei. Neben seiner Tätigkeit als Organist pflegt er das solistische Spiel auf Violine, Cembalo, Blockflöte, Posaune und Dudelsack. Die Lokalpresse bescheinigte ihm bei seinen Auftritten virtuoses Violinspiel und „Höchstleistung auf der Blockflöte“. Im Rahmen seiner Kantorei wirkt er auch als Bratschist, Cellist, Kontrabassist, Gitarrist, Lautenist, Paukist und Euphoniumspieler mit. Als Ensemblesänger begleitet er sich oft auf dem Violoncello oder Kontrabass. Seit 2005 leitet und spielt er die winterliche Kirchenmusik- und Orgelreihe Kirchentöne. Bedingt durch die Einschränkungen während der COVID-19-Pandemie verlagerte er den Schwerpunkt seiner Arbeit ab März 2020 hin zu Freiluftmusiken mit dem Dudelsack auf dem Gelände der Stiftung kreuznacher diakonie. Am 1. Mai 2022 wurde wegen Erreichens der Regelaltersgrenze sein Dienstumfang als Kantor an der Diakoniekirche reduziert. Die Kantorei besteht unter seiner Leitung als Projektkantorei weiter.
Für seine Dienste in Kirche und Diakonie wurde ihm 2000 das Goldene Kronenkreuz verliehen.

### Soziales Engagement
Leitbilder seines Wirkens sind Inklusion und Vielfalt. In seiner Integrativen Kantorei musizieren Menschen aus verschiedenen Lebenswirklichkeiten mit Singstimmen und Instrumenten gleichberechtigt zusammen. Ein besonderer Schwerpunkt der Kantoreiarbeit ist die Inklusion von Menschen mit Behinderung. Seine Konzertveranstaltungen sind stets zu freiem Eintritt und fördern mit ihren Kollekten karitative Projekte, darunter die Bad Kreuznacher Hospizarbeit sowie eine Einrichtung für obdachlose Frauen. Die Nutzung der Notenausgaben des Kantoreiarchives ist ebenfalls kostenlos.

### Orgelkunst

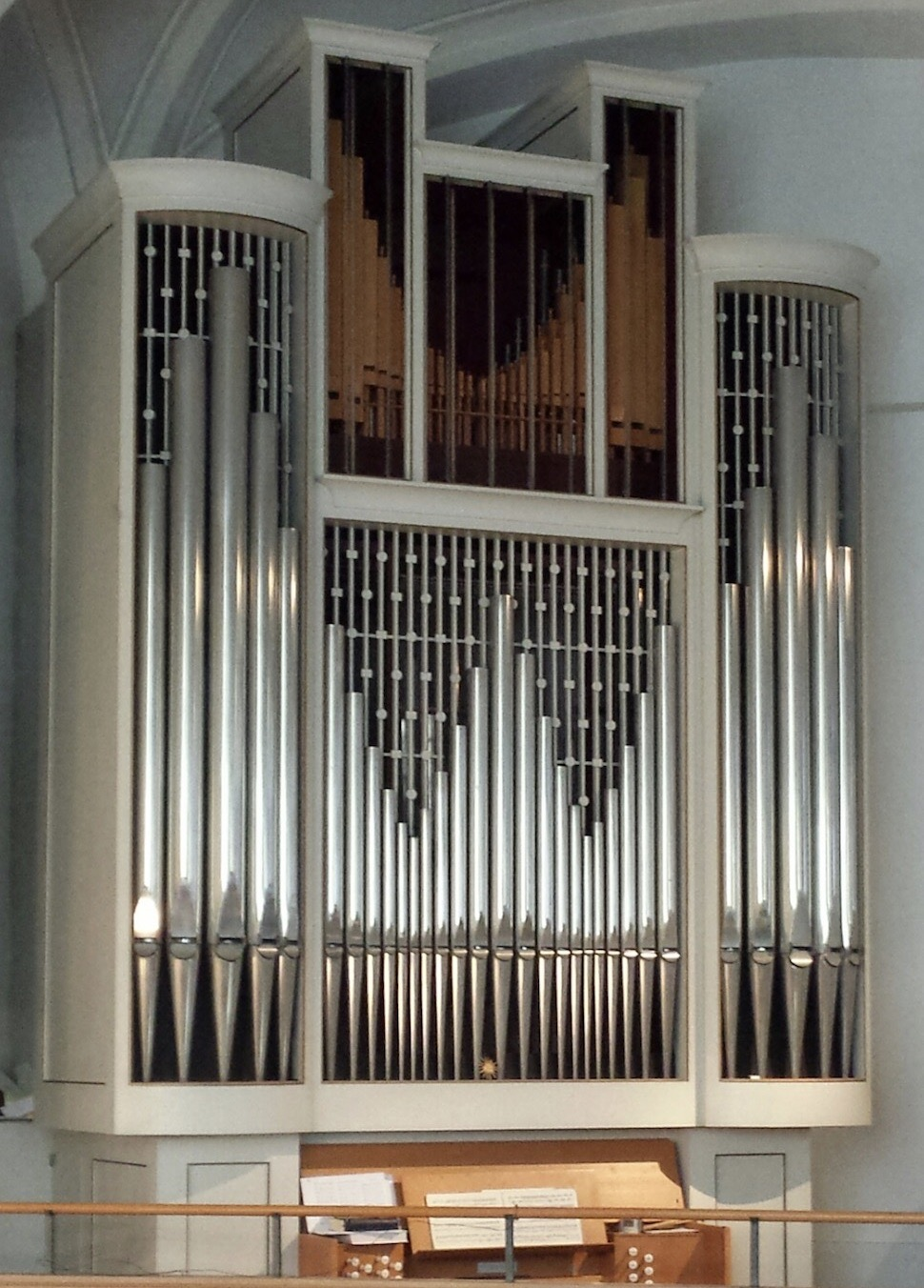
Orgel der Diakoniekirche

Kickton ist gleichermaßen auf die Genres Orgelimprovisation und Orgelliteraturspiel spezialisiert. Die zur Verfügung stehenden Ton- und Notendokumente weisen bei seinen Werken eine stilistische Nähe zur französischen Orgelkunst der letzten Jahrzehnte auf. Regelmäßig werden virtuose Elemente des französischen Toccatenstils eingesetzt. Die Tonsprache reicht von tonalen Klängen über Klangmixturen bis zu Modi von Olivier Messiaen. Es finden sich Techniken der Polyphonie wie Engführung, Augmentation und Diminution, die bei Improvisationen in lockerer Weise, bei Kompositionen in eher komplexen Zusammenhängen eingesetzt werden. In der Fuge 1994 treten u. a. Augmentationen im Verhältnis 5/4 und Diminutionen im Verhältnis 3/4 auf. Bei dem Stück Rockludium (Kofferwort aus Rock und Präludium) wurden Stilelemente der Rockmusik verarbeitet.
Als Interpret hat Kickton ebenfalls einen Schwerpunkt auf französischer Orgelmusik. Angefangen bei der französischen Orgelmusik des Barock, wo er sich schon in seiner Examensarbeit („Der Tanz als stilbildendes Element der französischen Orgelmusik der 17. und 18. Jahrhunderts“) mit den Fragen zur Interpretation von Werken von Komponisten wie François Couperin und Louis-Nicolas Clérambault beschäftigte. 1997 legte er eine der frühesten deutschen Einspielungen des Werkes Prélude et fugue en si majeur von Marcel Dupré vor. Laut Angaben der Videobeschreibung wurde das Werk ohne Orgelschuhe interpretiert.
Instrumentaler Mittelpunkt der letzten dreißig Jahre waren vorwiegend die zwei Beckerath-Orgeln der Diakoniekirche in Bad Kreuznach. Eine zweimanualige Hausorgel derselben Firma befindet sich seit 1991 im Besitz des Musikers.

### Historische Aufführungspraxis

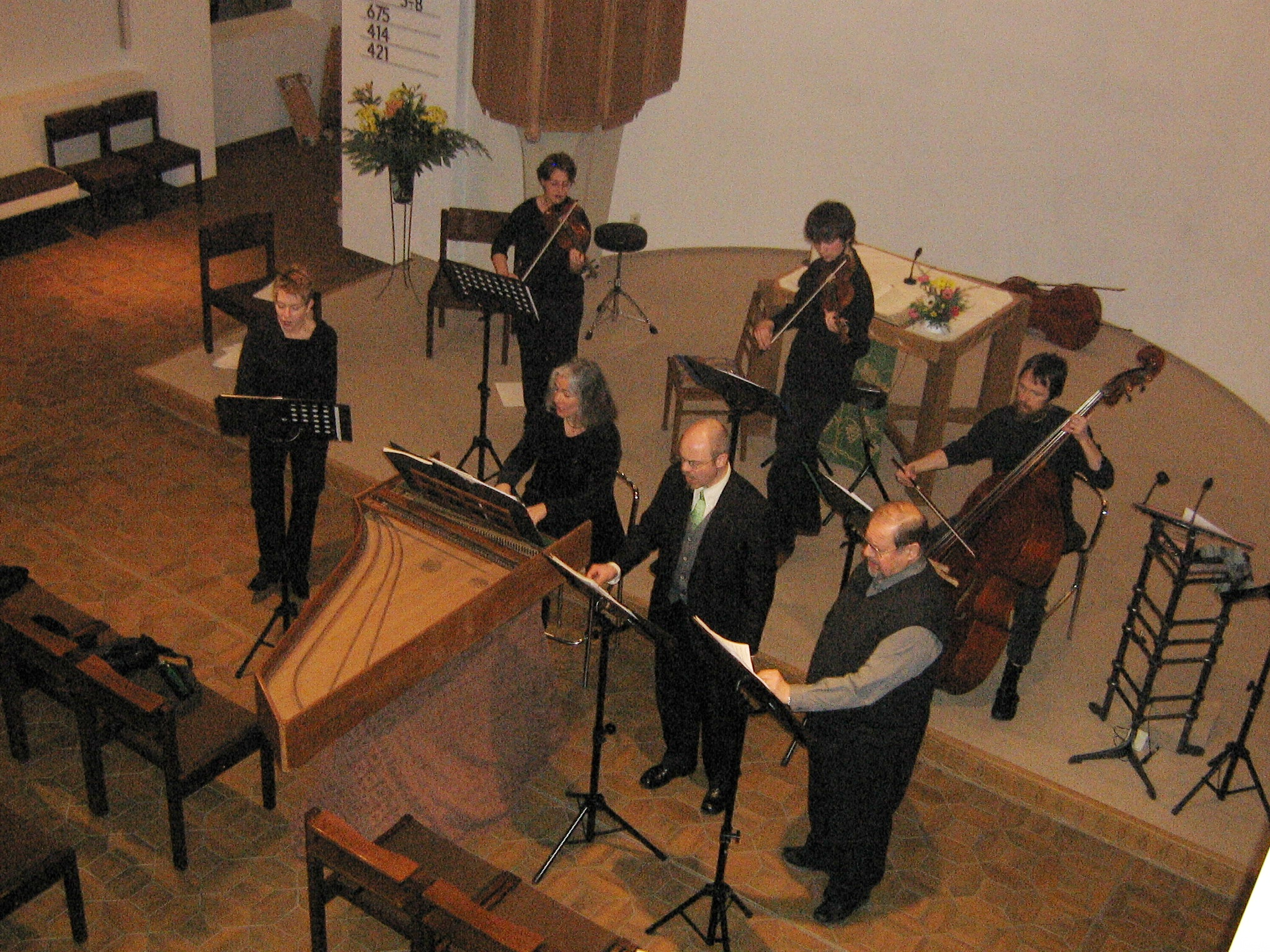
Solisten der kreuznacher-diakonie-kantorei (Kantor am Streichbass)

Kickton pflegt als Dirigent mit seiner Kantorei Teilaspekte der historischen Aufführungspraxis: Beim Rheinischen Kirchenmusikfest Pfingsten 2000 musizierte die Kreuznacher-Diakonie-Kantorei während eines Workshops in der Diakoniekirche unter seiner Leitung eine Bachkantate in solistischer Vokalbesetzung, bei der das Ensemble der Solisten vor dem Orchester stand. Im Dezember desselben Jahres führte sie auf ähnliche Weise eine ganze Kantate aus dem Weihnachtsoratorium von Bach auf. Im Dezember 2002 sang die gesamte Kantorei mit etwa 20 Sängern vor dem Orchester stehend eine Kantate von Georg Philipp Telemann. Diese Aufführung wurde fotografisch dokumentiert, eine Bildcollage der Aufführung war ab Januar 2003 bis zum Jahr 2010 an exponiertem Platz der Kantorei-Webseite zu sehen. Die Zahl der Besucher dieser Webseite lag im Jahr 2006 bei über eintausend pro Tag. 2025 erläuterte der Musiker seine Beweggründe für die historische Aufstellung in der Zeitung Chorzeit des Deutschen Chorverbandes. Die nähere Aufstellung zum Publikum würde die Verständlichkeit der Texte sowie die Wahrnehmung der nonverbalen Äußerungen des Chores verbessern.
Kickton spielt neben modernen Streichinstrumenten auch Barockvioline, Barockviola und Barockcello. Seine Geigen spielt er in verschiedenen historischen Kammertönen. Neben dem heute üblichen Stimmton in 440 Hz praktiziert er auch Stimmungen mit tiefgestelltem Steg und langer Mensur zu 34 cm im tiefen französischen Kirchenton in 392 Hz sowie im hohen Chorton mit kurzer Halsmensur in 490 Hz. Seine E-Saiten fertigt er zum Teil selber aus Seide oder Kunstseide.

## Werke

### Digitale Noteneditionen

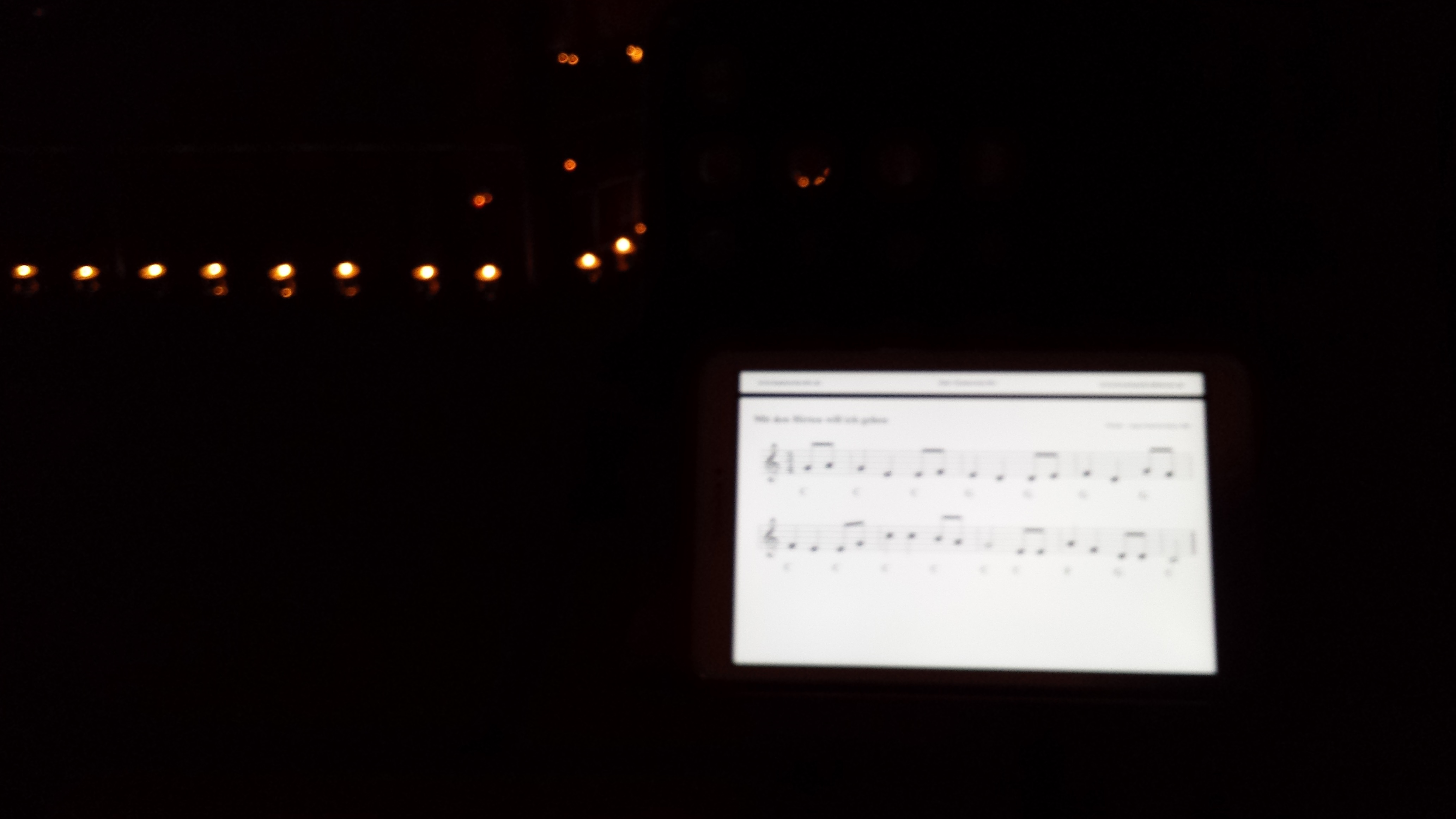
Digitales Choralbuch auf einem Tablet

Als Herausgeber von kostenlosen Noten (Free Sheet Music) im Internet erlangte er einen weltweiten Bekanntheitsgrad. Sein 2002 eröffnetes Kantoreiarchiv umfasst inzwischen mehr als 20.000 Notendateien (PDF) für Chor, Chor und Orchester, Orchester, Blechbläser, Blockflöten, Kammermusik, Orgel und Dudelsack. Der Schwerpunkt des Archivs liegt bei Werken des Barocks für Chor und Orchester. Das vorliegende Material umfasst neben einigen Urtexteditionen überwiegend für den praktischen Gebrauch eingerichtete Ausgaben. Die Bearbeitungen bestehen bei barocken Werken der Kirchenmusik oft aus einer Anpassung an moderne Chorbesetzungen durch Stimmentausch und Transposition. Bei A-cappella-Kompositionen finden sich Arrangements mit einer ausgearbeiteten Instrumentierung sowie Vor- und Zwischenspielen, teilweise in der Art eines Pasticcios. Die Notenausgaben bestehen aus Partituren, Einzelstimmen und ausgearbeitetem Generalbass. Die Zahl der Downloads pro Jahr betrug im August 2006 mehr als vier Millionen Dateien, die Noten werden auch über die Choral Public Domain Library (CPDL) und das International Music Score Library Project angeboten.
Im Jahr 2015 wurde das Notenangebot durch ein Choralbuch für Orchester erweitert, welches über 240 gemeinfreie Choräle und Weihnachtslieder in verschiedenen Verschlüsselungen enthält. Eine gesonderte Ausgabe der Weihnachtslieder im Querformat ist für die Darstellung auf Laptops und Smartphones optimiert. 2017 erschien eine Sammlung mit 40 Instrumentalsätzen zu deutschen Volksliedern und 2018 ein weiteres Choralbuch mit 260 dreistimmigen Liedsätzen in beliebiger Besetzung. Im Jahr 2020 folgte ein weiteres Choralbuch sowie eine Weihnachts- und Volksliedersammlung mit Begleitsätzen zu zwei Stimmen für verschiedene Instrumentenkombinationen.

### Kompositionen
- Fuge über zwei Kyriethemen für Sequenzer
- Diptychon über Ave maris stella und Erhalt uns, Herr, bei deinem Wort[55]
- Rockludium
- Intrade für 6 Blechbläser über Veni Creator Spiritus

### Tondokumente bei YouTube (Auswahl)

#### Orgelmusik
- Virtuose Orgelmusik aus 40 Jahren. Mit Werken von Marcel Dupré (Prélude et fugue en si majeur), Léon Boëllmann, Alexandre Guilmant und Henri Mulet.
- Barocke Orgelmusik aus Deutschland. Mit Werken von Johann Gottfried Walther, Christian Ritter und Dieterich Buxtehude.
- Orgeltöne 2008. Mit Werken von François Couperin, Domenico Zipoli und Helmut Kickton.

#### Violine
- Folk und Klezmer: Cantors Frolic, Battle of Aughrim, Mary, young and fair, Papirosn, Klezmeron (mit Doris Kickton, Klavier).

#### Kreuznacher-Diakonie-Kantorei

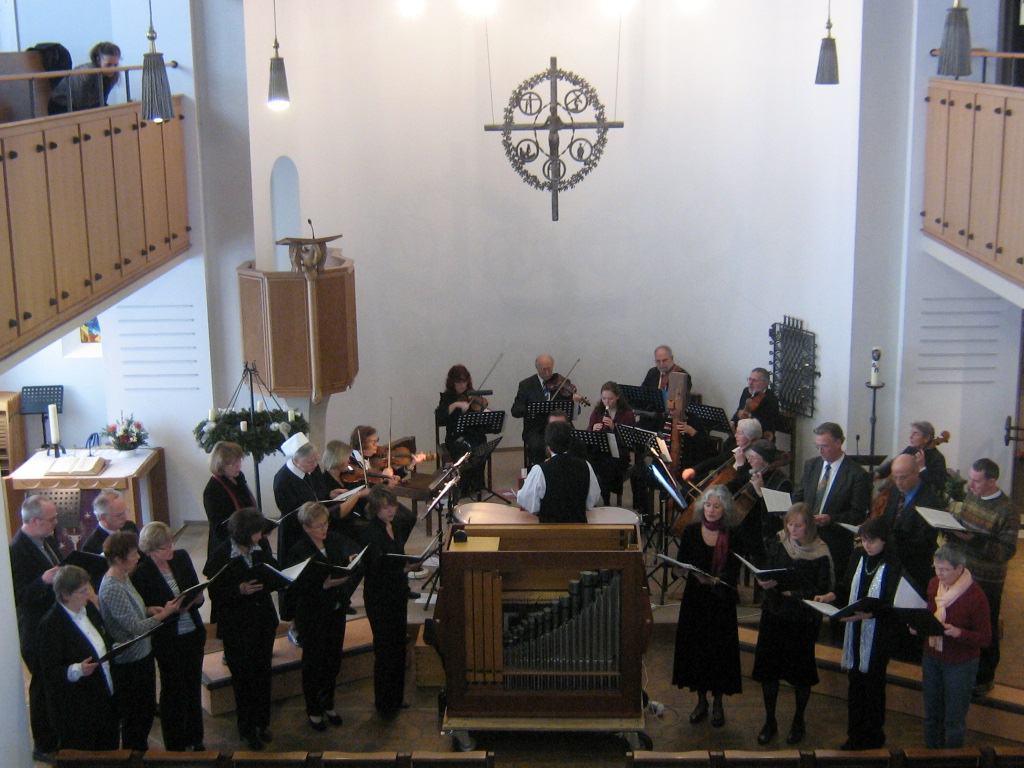
kreuznacher-diakonie-kantorei

- Kirchentöne 2012: Mit Werken von Gallus Dressler, Melchior Vulpius, Johann Walter, Michael Praetorius, Dietrich Buxtehude  (Lauda Sion) und Johann Sebastian Bach (BWV 230).  Kreuznacher-Diakonie-Kantorei, Konzertmitschnitte 2012.
- Kirchentöne 2014: Motetten zu Advent und Weihnachten von Michael Praetorius, Heinrich Schütz, Johann Eccard, Franciscus de Rivulo und  Eberhard Bodenschatz.  Kreuznacher-Diakonie-Kantorei, Konzertmitschnitte 2014.
- Kirchentöne 2017: Kantaten von Dieterich Buxtehude (Cantate domino, Alles, was ihr tut, Was frag ich nach der Welt, In te domine speravi, Jesu meine Freude).  Kreuznacher-Diakonie-Kantorei, Konzertmitschnitte 2017.
- Kirchentöne: Liturgische Variationen. Mit Werken von Claudio Crassini, Valentin Rathgeber, Johann Ernst Eberlin und Baldassare Galuppi.